# كواباو (أوكلاهوما)
كواباو (بالإنجليزية: Quapaw town, Oklahoma)‏ هي بلدة تقع بولاية أوكلاهوما في الولايات المتحدة. تبلغ مساحتها 2.61 كم2، وترتفع عن سطح البحر 258 م، بلغ عدد سكانها 906 نسمة في عام 2010 حسب إحصاء مكتب تعداد الولايات المتحدة وتصل الكثافة السكانية فيها 347.1 نسمة لكل كيلومتر مربع (899.0/ميل2).

## التركيبة السكانية
حدّد مكتب تعداد الولايات المتحدة بيانات التركيبة السكانية لكواباو في تعداد الولايات المتحدة. في ما يلي، التركيبة السكانية حسب تعدادي 2000 و2010.

### تعداد عام 2000
بلغ عدد سكان كواباو 984 نسمة بحسب تعداد عام 2000، وبلغ عدد الأسر 352 أسرة وعدد العائلات 258 عائلة مقيمة في البلدة. في حين سجلت الكثافة السكانية 377 نسمة لكل كيلومتر مربع (976.4/ميل2). وبلغ عدد الوحدات السكنية 423 وحدة بمتوسط كثافة قدره 162.1 لكل كيلومتر مربع (419.8/ميل2).
وتوزع التركيب العرقي للبلدة بنسبة 68.60% من البيض و22.46% من الأمريكيين الأصليين و0.20% من الأمريكيين ذوي الأصول الآسيوية و0.10% من الأعراق الأخرى و8.64% من عرقين مختلطين أو أكثر و1.52% من الهسبانيون أو اللاتينيون من أي عرق.
بلغ عدد الأسر 352 أسرة كانت نسبة 40.9% منها لديها أطفال تحت سن الثامنة عشر تعيش معهم، وبلغت نسبة الأزواج القاطنين مع بعضهم البعض 52.8% من أصل المجموع الكلي للأسر، ونسبة 14.2% من الأسر كان لديها معيلات من الإناث دون وجود شريك،  بينما كانت نسبة 6.2% من الأسر لديها معيلون من الذكور دون وجود شريكة وكانت نسبة 26.7% من غير العائلات. تألفت نسبة 22.4% من أصل جميع الأسر من عدة أفراد يعيشون في نفس المنزل ونسبة 11.6% كانت تتألف من شخص يعيش بمفرده يبلغ من العمر 65 عاماً أو أكثر. وبلغ متوسط حجم الأسرة المعيشية 2.72، أما متوسط حجم العائلات فبلغ 3.16.
بلغ العمر الوسطي للسكان 35.3 عاماً. وكانت نسبة 28.7% من القاطنين تحت سن الثامنة عشر، وكانت نسبة 9.7% بين الثامنة عشر والرابعة والعشرين عاماً، ونسبة 22.7% كانت واقعةً في الفئة العمرية ما بين الخامسة والعشرين والرابعة والأربعين عاماً، ونسبة 22.7% كانت ما بين الخامسة والأربعين والرابعة والستين، ونسبة 13.5% كانت ضمن فئة الخامسة والستين عاماً فما فوق. يوجد لكل 100 أنثى 99.6 ذكر، ويوجد لكل 100 أنثى في الثامنة عشر من عمرها فما فوق 89.9 ذكر.
بلغ متوسط دخل الأسرة في البلدة 24,083 دولارًا، أما متوسط دخل العائلة فبلغ 29,375 دولارًا. وكان متوسط دخل الذكور 25,625 دولارًا مقابل 17,279 دولارًا للإناث. وسجل دخل الفرد الخاص بالبلدة 10,182 دولارًا. وكانت نسبة 22.3% من العائلات ونسبة 28.3% من السكان تحت خط الفقر، وكان من هؤلاء نسبة 43.3% تحت سن الثامنة عشر ونسبة 18.1% في الخامسة والستين من العمر وما فوق.

### تعداد عام 2010
بلغ عدد سكان كواباو 906 نسمة بحسب تعداد عام 2010، وبلغ عدد الأسر 323 أسرة وعدد العائلات 237 عائلة مقيمة في البلدة. في حين سجلت الكثافة السكانية 347.1 نسمة لكل كيلومتر مربع (899.0/ميل2). وبلغ عدد الوحدات السكنية 369 وحدة بمتوسط كثافة قدره 141.4 لكل كيلومتر مربع (366.2/ميل2).
وتوزع التركيب العرقي للبلدة بنسبة 64.02% من البيض و29.36% من الأمريكيين الأصليين و0.11% من الأمريكيين ذوي الأصول الآسيوية و1.32% من الأعراق الأخرى و5.19% من عرقين مختلطين أو أكثر و2.87% من الهسبانيون أو اللاتينيون من أي عرق.
بلغ عدد الأسر 323 أسرة كانت نسبة 39.9% منها لديها أطفال تحت سن الثامنة عشر تعيش معهم، وبلغت نسبة الأزواج القاطنين مع بعضهم البعض 48.9% من أصل المجموع الكلي للأسر، ونسبة 18% من الأسر كان لديها معيلات من الإناث دون وجود شريك،  بينما كانت نسبة 6.5% من الأسر لديها معيلون من الذكور دون وجود شريكة وكانت نسبة 26.6% من غير العائلات. تألفت نسبة 22.9% من أصل جميع الأسر من عدة أفراد يعيشون في نفس المنزل ونسبة 9% كانت تتألف من شخص يعيش بمفرده يبلغ من العمر 65 عاماً أو أكثر. وبلغ متوسط حجم الأسرة المعيشية 2.69، أما متوسط حجم العائلات فبلغ 3.09.
بلغ العمر الوسطي للسكان 37.4 عاماً. وكانت نسبة 26.6% من القاطنين تحت سن الثامنة عشر، وكانت نسبة 8.5% بين الثامنة عشر والرابعة والعشرين عاماً، ونسبة 22.7% كانت واقعةً في الفئة العمرية ما بين الخامسة والعشرين والرابعة والأربعين عاماً، ونسبة 25.3% كانت ما بين الخامسة والأربعين والرابعة والستين، ونسبة 16.9% كانت ضمن فئة الخامسة والستين عاماً فما فوق. وتوزع التركيب الجنسي للسكان بنسبة 48.5% ذكور و51.5% إناث.